# فرد بيرغر
فرد بيرغر هو سياسي كندي، ولد في 1932 في فيينا في النمسا، وتوفي في 2009. حزبياً، نشط في Yukon New Democratic Party ‏. وقد انتخب عضو الجمعية التشريعية في يوكون ‏.